# Teresa Berganzová
Teresa Berganzová (španělské rodné jméno Teresa Berganza Vargas, 16. března 1935, Madrid, Španělsko – 13. května 2022, San Lorenzo de El Escorial) byla španělská mezzosopranistka a hudební pedagožka.
Studovala klavír a zpěv na madridské konzervatoři, debutovala roku 1955. Stala se významnou operní i sólovou zpěvačkou a vystupovala v devíti filmech. Mezi roky 1957 a 1977 byl jejím manželem klavírista a skladatel Félix Lavilla, s nímž má tři děti. Věnovala se rovněž výuce zpěvu, k jejím žákům patří María Bayová a Jorge Chaminé. K jejím oceněním patří Cena knížete asturského získaná roku 1991.